# Rejectaria galinalis
Rejectaria galinalis là một loài bướm đêm trong họ Noctuidae.